# Robert Zander
Pour le footballeur, voir Robert Zander (football).
Pour les articles homonymes, voir Zander.
Robert Zander, né le 26 juillet 1892 à Magdebourg et mort le 8 mai 1969 à Berlin, est un botaniste allemand, célèbre pour ses publications destinées au grand public cultivé.

## Carrière
Robert Zander poursuit ses études de botanique à l'université de Halle. En 1926, il reçoit de la part de l'union des horticulteurs allemand la responsabilité de réviser et systématiser la nomenclature des plantes de culture et de s'occuper de la maison d'édition de l'union. Cette dernière fusionne en 1934 avec les éditions de la Société d'horticulture allemande. C'est la plus grande librairie-édition du continent avec quarante mille volumes et la quatrième du monde. Il la dirige de 1934 à 1936, tout en écrivant pour différents périodiques botaniques et d'horticulture.
Pendant la Seconde Guerre mondiale, la maison d'édition se heurte à des heures extrêmement difficiles. En 1953, il est nommé président de la Société d'horticulture allemande tout en rédigeant toujours de nombreuses publications. Entre 1957 et 1959, il travaille pour le ministère de l'agriculture à une évaluation des publications périodiques. Il rédige vingt-cinq mille fiches jusqu'en 1960, concernant les périodiques allemands ayant publié sur des sujets traitant de la botanique avant 1900 et se consacre ainsi à la taxonomie.
Il est inhumé au cimetière évangélique de Schmargendorf. Ses archives sont déposées après sa mort à l'université technique de Berlin.
Son ouvrage le plus connu est Handwörterbuch der Pflanzennamen qui connaît dix-huit rééditions.

## Quelques publications
- Beitrag zur Kenntnis der tertiären Hölzer des Geiseltals. In: Braunkohle. Jahrg. XXII, Nr. 2, Januar 1923 (thèse de doctorat imprimée à Heft du 2 au 14 avril 1923).
- Führer durch den Botanischen Garten der Universität Halle/Saale. 1925.
- Handwörterbuch der Pflanzennamen und ihrer Erklärungen. Gärtnerische Verlagsgesellschaft Berlin, Berlin (Ab der 7. Auflage: Verlag Eugen Ulmer, Stuttgart).
- Wunder der Blüten. In: Weg zum Wissen. 76, Ullstein, Berlin 1927.
- Leitfaden für den gärtnerischen Berufsschulunterricht. Gärtnerische Verlagsgesellschaft, Berlin 1929.
- Schmarotzende Pflanzen. Brehmverlag, Berlin 1930.
- Zonders großes Gartenlexikon. Ullstein, Berlin 1934.
- Kluges Alphabet. Propyläenverlag, 1934-1935.
- Wörterbuch der gärtnerischen Fachausdrücke in vier Sprachen. Büro des Internationalen Gartenbaukongresses, Berlin 1938.
- Fachwörterbuch der Konservenindustrie in acht Sprachen. Dr. Serger & Hempel, Braunschweig 1939.
- Robert Zander & Clara Teschner: Der Rosengarten, eine geschichtliche Studie durch zwei Jahrtausende. Trowitzsch & Sohn, Frankfurt/O. 1939.
- Geschichte des Obstbaues. In: Trenkles Lehrbuch des Obstbaus. Bechtold & Co., Wiesbaden 1942 (und folgende Ausgaben).
- Die Kunst des Pflanzenbeschreibens. Ulmer, Stuttgart 1939, 2. Auflage 1947.
- Deutsch-Botanisches Wörterbuch. Ulmer, Stuttgart 1940 (2. Auflage 1947 als «Kleines Botanisches Fremdwörterbuch»).
- Die Pflanze im Liebesleben der Völker. In: Naturkunde. Hannover und Berlin-Zehlendorf 1951.
- Geschichte des Gärtnertums. Ulmer, Stuttgart 1952.

## Hommages
- (Cactaceae) Borzicactus zanderi Backeb.[1]
- (Caprifoliaceae) Abelia zanderi Rehder[2]
- (Caprifoliaceae) Zabelia zanderi (Graebn.)  Makino[3]
- (Tropaeolaceae) Tropaeolum × zanderi A.Dietr.[4]